# Романенко, Виталий Петрович
Вита́лий Петро́вич Романе́нко (13 июля 1926, Русанов — 3 октября 2010, Киев) — советский спортсмен-стрелок, олимпийский чемпион. Мастер спорта СССР (1954). Почётный мастер спорта СССР (1963).

## Биография
Участник Великой Отечественной войны. Ушел на войну добровольцем в 1943 году, служил в артиллерии. Награжден орденами Трудового Красного Знамени, Красной Звезды, Отечественной войны I и II степеней (06.04.1985), медалями «За боевые заслуги» (03.11.1953), «За победу над Германией в Великой Отечественной войне 1941—1945 гг.» (09.05.1945).
На чемпионатах мира (1954, 1958, 1962) получил 7 золотых и 2 серебряных медалей, на Олимпийских играх (1956) — золотую медаль (441 пунктов, олимпийский рекорд), на первенствах Европы (1955, 1959) 3 золотые, 8 раз чемпион СССР, чемпион СССР, 8 золотых медалей международного мастера (1953, 1954, 1957, 1959).
Его тренером был Купко Г. В., с которым позже Романенко работал тоже как тренер.

## Награды
- орден Трудового Красного Знамени (27.04.1957) — за успехи, достигнутые в деле развития массового физкультурного движения в стране, повышения мастерства советских спортсменов, и успешное выступление на международных соревнованиях